# Летона, Лилиан Мерседес
Лилиан Мерседес Летона (исп. Lilian Mercedes Letona; 24 сентября 1954 — 1 августа 1983) — сальвадорская партизанка и коммунистическая революционерка, член Фронта национального освобождения имени Фарабундо Марти (ФНОФМ). Также известна под псевдонимом Команданте Клелия (Comandante Clelia), под которым принимала участие в гражданской войне в Сальвадоре.

## Биография
Она родилась в 1954 году в городе Турине в департаменте Ауачапан, в семье школьного учителя и мелкой торговки. Окончив в 1972 году Национальный бакалавриат искусств по специальности «Живопись», она была активисткой студенческого движения, прежде чем присоединиться к Революционной армии народа (ERP — Ejército Revolucionario del Pueblo). Также привлекла в неё свою сестру-близнеца Мерседес дель Кармен Летону Перес (псевдоним Comandante Luisa), впоследствии возглавившую Radio Venceremos.

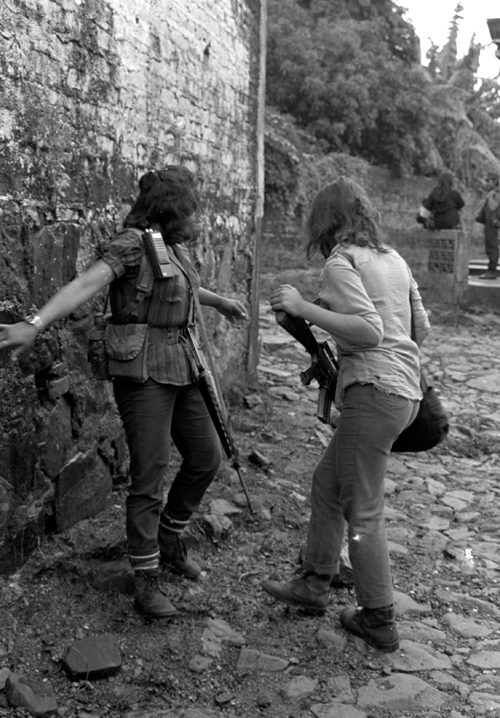
Женщины-бойцы ERP. Перкин, 1990

С 1973 года Лилиан Мерседес сагитировала многих рабочих с заводов так называемого «Рабочего пояса» Сан-Сальвадора в подпольные рабочие группы ERP. Сама она присоединилась к городским партизанам и принимала участие в вооружённых действиях (включая захваты радиостанций) и революционной пропаганде. Её организаторская и агитационная работа в рабочих кругах имела решающее значение в образовании Народных лиг 28 февраля.
Она ушла в подполье в январе 1974 года, в возрасте 19 лет, чтобы избежать преследований. В 1977 году участвовала в создании политического крыла отрядов ERP — Партии сальвадорской революции (PRS-ERP — Partido de la Revolución Salvadoreña, один из будущих сооснователей ФНОФМ) — и вошла в состав центрального комитета партии. В ЦК она стала первым руководителем Массового фронта PRS-ERP и участвовала в подготовке генерального наступления 1981 года вокруг города Сан-Сальвадор, когда 11 февраля попала в плен.
В течение 22 дней она числилась «пропавшей без вести» (desaparecida), находясь в тайной тюрьме Национальной полиции. Однако она была вовремя обнаружена Международным Красным Крестом и переведена в женскую тюрьму Илопанго. Находясь там, Лилиан Мерседес организовала женскую тюремную секцию Комитет политических заключённых Сальвадора (COPPES).
После двух с половиной лет тюремного заключения Лилиан Мерседес была освобождена в июне 1983 года по амнистии, объявленной правительством Альваро Маганьи Борхи. Она вернулась к партизанам, присоединившись к северо-восточному военному фронту После двух с половиной лет тюремного заключения Лилиан Мерседес была освобождена в июне 1983 года по амнистии, объявленной правительством национального единства. Спустя два месяца она погибла в бою.

## В культуре
- Документальный фильм 1984 года «Команданте Клелия: политическая заключенная»[7] основан на интервью пяти женщин, в том числе Лилиан Летоны, заключённых в женской тюрьме Илопанго[8].
- Песня под названием Comandante Clelia из альбома Por Eso Luchamos сальвадорского певца Эдуардо Кутумая Камонеса (1985)[9].
- Команданте Клелия упоминается вместе с другими революционными марксистами в песне итальянской группы Banda Bassotti 1992 года под названием Figli della stessa rabbia[10].